# Wereldbeker boogschieten 2008
De derde editie van de wereldbeker boogschieten vond plaats in 2008. Ze bestaat uit vier wedstrijden en een finalewedstrijd op 27 september 2008 in Lausanne. Mannen en vrouwen konden individueel en in teamverband meedoen. Er werd geschoten met de recurveboog en met de compoundboog.

## Finale
| M/V                    | Onderdeel        | Goud            | Zilver            | Brons |
| Mannen                 |                  |                 |                   |       |
| Recurve - individueel  | Im Dong-Hyun     | Viktor Roeban   | Romain Girouille  |       |
| Compound - individueel | Dietmar Trillius | Patrizio Hofer  | Patrick Coghlan   |       |
| Vrouwen                |                  |                 |                   |       |
| Recurve - individueel  | Justyna Mospinek | Park Sung-Hyun  | Yun Ok-Hee        |       |
| Compound - individueel | Jamie Van Natta  | Nichola Simpson | Amandine Bouillot |       |

## Stages

### Stage 1
Stage 1 werd 1-5 april 2008 gehouden in Santo Domingo, Dominicaanse Republiek.
| M/V                    | Onderdeel                                               | Goud                                                  | Zilver                                                     | Brons |
| Mannen                 |                                                         |                                                       |                                                            |       |
| Recurve - individueel  | Ilario di Buò                                           | Kuo Cheng Wei                                         | Balzjinima Tsyrempilov                                     |       |
| Recurve - team         | TPE Kuo Cheng Wei Lin Yen-Ting Wang Cheng Pang          | AUS Matthew Gray Kim Ha-Neul Michael Naray            | ITA Marco Galiazzo Amedeo Tonelli Mauro Nespoli            |       |
| Compound - individueel | Dave Cousins                                            | Robert Timms                                          | Patrick Coghlan                                            |       |
| Compound - team        | USA Dave Cousins Braden Gellenthien Reo Wilde           | AUS Patrick Coghlan Robert Timms Brendan Wallace      | MEX Gerardo Alverado Hafid Jaime Ruben Ochoa               |       |
| Vrouwen                |                                                         |                                                       |                                                            |       |
| Recurve - individueel  | Natalia Valeeva                                         | Natalja Jerdynieva                                    | Bérengère Schuh                                            |       |
| Recurve - team         | GBR Charlotte Burgess Naomi Folkard Alison Williamson   | ITA Pia Carmen Lionetti Elena Tonetta Natalia Valeeva | GEO Asmat Diasamidze Kristine Eseboea Chatoena Narimanidze |       |
| Compound - individueel | Jamie Van Natta                                         | Ivana Buden                                           | Albina Loginova                                            |       |
| Compound - team        | RUS Sofia Gontsjarova Albina Loginova Svetlana Novikova | GER Sabrina Jagemann Melanie Mikala Andrea Weihe      | MEX Felisa de la Concha Almendra Ochoa Linda Ochoa         |       |

### Stage 2
Stage 2 werd 15-19 april 2008 gehouden in Poreč, Kroatië.
| M/V                    | Onderdeel                                       | Goud                                                          | Zilver                                                   | Brons |
| Mannen                 |                                                 |                                                               |                                                          |       |
| Recurve - individueel  | Romain Girouille                                | Rahul Banerjee                                                | Im Dong-Hyun                                             |       |
| Recurve - team         | TPE Kuo Cheng Wei Chen Szu Yuan Wang Cheng Pang | ITA Marco Galiazzo Ilario di Buò Mauro Nespoli                | IND Rahul Banerjee Mangal Singh Champia Jayanta Talukdar |       |
| Compound - individueel | Sergio Pagni                                    | Roberval dos Santos                                           | Dietmar Trillius                                         |       |
| Compound - team        | ITA Sergio Pagni Fabio Girardi Antonio Tosco    | SWE Magnus Carlsson Morgan Lundin Anders Malm                 | GBR Liam Grimwood Adam Shaw Neil Wakelin                 |       |
| Vrouwen                |                                                 |                                                               |                                                          |       |
| Recurve - individueel  | Yun Ok-Hee                                      | Justyna Mospinek                                              | Park Sung-Hyun                                           |       |
| Recurve - team         | CHN Cheng Ling Guo Dan Zhang Juanjuan           | POL Malgorzata Cwienczek Iwona Marcinkiewicz Justyna Mospinek | KOR Joo Huyn-Jung Park Sung-Hyun Yun Ok-Hee              |       |
| Compound - individueel | Amandine Buillot                                | Nichola Simpson                                               | Andrea Gales                                             |       |
| Compound - team        | GBR Lucy Holderness Nicky Hunt Nichola Simpson  | FRA Amandine Bouillot Valerie Fabre Aurore Trayan             | BEL Catheline Dessoy Petra Haemhouts Gladys Willems      |       |

### Stage 3
Stage 3 werd 27-31 mei 2008 gehouden in Antalya, Turkije.
| M/V                    | Onderdeel                                                | Goud                                                                        | Zilver                                           | Brons |
| Mannen                 |                                                          |                                                                             |                                                  |       |
| Recurve - individueel  | Im Dong-Hyun                                             | Brady Ellison                                                               | Park Kyung-Mo                                    |       |
| Recurve - team         | IND Rahul Banerjee Mangal Singh Champia Jayanta Talukdar | MAS Chu Sian Cheng Muhammad Marbawi Sulaiman Wan Mohd Khalmizam Wan ab Aziz | TPE Cheng Szu Yuan Kuo Cheng Wei Wang Cheng Pang |       |
| Compound - individueel | Sergio Pagni                                             | Dejan Sitar                                                                 | Peter Elzinga                                    |       |
| Compound - team        | ITA Sergio Pagni Stefano Mazzi Antonio Tosco             | USA Braden Gellenthien Steven Gatto Mark Schiavo                            | RUS Ayur Abiduev Dimitri Chepik Maksin Volkov    |       |
| Vrouwen                |                                                          |                                                                             |                                                  |       |
| Recurve - individueel  | Yun Ok-Hee                                               | Victoria Koval                                                              | Park Sung-Hyun                                   |       |
| Recurve - team         | KOR Joo Hyun-Jung Yun Ok-Hee Park Sung-Hyun              | TPE Wei Pi-Hsiu Wu Hui-Ju Yuan Shu Chi                                      | CHN Chen Ling Guo Dan Zhang Juanjuan             |       |
| Compound - individueel | Eugenia Salvie                                           | Jamie Van Natta                                                             | Ivana Buden                                      |       |
| Compound - team        | RUS Sofia Gontsjarova Anna Kazantseva Albina Loginova    | GBR Andrea Gales Nicky Hunt Nichola Simpson                                 | VEN Martha Flores Luzmary Guedez Andrea Sudano   |       |

### Stage 4
Stage 4 werd van 23 tot 28 juni 2008 gehouden in Boé, Frankrijk.
| M/V                    | Onderdeel                                                     | Goud                                                                        | Zilver                                                 | Brons |
| Mannen                 |                                                               |                                                                             |                                                        |       |
| Recurve - individueel  | Viktor Roeban                                                 | Li Wenquan                                                                  | Park Kyung-Mo                                          |       |
| Recurve - team         | KOR Im Dong-Hyun Lee Chang-Hwan Park Kyung-Mo                 | MAS Chu Sian Cheng Muhammad Marbawi Sulaiman Wan Mohd Khalmizam Wan ab Aziz | RUS Balzjinima Tsyrempilov Bair Badenov Andrey Abramov |       |
| Compound - individueel | Patrick Coghlan                                               | Kevin Tataryn                                                               | Martin Damsbo                                          |       |
| Compound - team        | FRA Sebastien Brasseur Pierre Jullien Deloche Dominique Genet | AUS Patrick Coghlan Robert Timms Zoran Singerov                             | CAN Kevin Evans Kevin Tataryn Dietmar Trillius         |       |
| Vrouwen                |                                                               |                                                                             |                                                        |       |
| Recurve - individueel  | Park Sung-Hyun                                                | Yun Ok-Hee                                                                  | Zhang Juanjuan                                         |       |
| Recurve - team         | KOR Joo Hyun-Jung Yun Ok-Hee Park Sung-Hyun                   | ITA Pia Carmen Lionetti Elena Tonetta Natalia Valeeva                       | GBR Charlotte Burgess Naomi Folkard Alison Williamson  |       |
| Compound - individueel | Luzmary Guedez                                                | Nichola Simpson                                                             | Jamie Van Natta                                        |       |
| Compound - team        | FRA Amandine Bouillot Valerie Fabre Aurore Trayan             | GRE Eleni Ioannou Polymnia Tzangolou Maria Zempou                           | RUS Sofia Gontsjarova Anna Kazantseva Albina Loginova  |       |